# كوما وباندا
كوما ((باليابانية: クマ)، حرفياً: دب) هو اسم شخصيتين في سلسلة تيكن. بدأ كوما I في تيكن الأولى وعاد في تيكن 2، بينما بدأ كوما II في تيكن 3 ورجع إلى جميع الألعاب الباقية. كلاهما دبان، حارسان شخصيان لهيهاتشي ميشيما وهم كوالد وابن بينهما. بدأت باندا الأنثى (باليابانية: パンダ) في تيكن 3 كلوحة متبادلة من كوما، ورجعت إلى جميع الألعاب الباقية

## كوما
هو حيوان هيهاتشي ميشيما الأليف. وهو مثل كينغ، فهو شخصيتان لهما نفس الاسم، وبينهما، فقد ظهرا في جميع ألعاب تيكن كلها.
نما وتدرب على فنون القتال بأسلوب ميشيما، ظهر كوما الأول حارساً شخصياً طماعاً لسيده. في البطولتين الأوليين، دخل كوما لهزيمة باول فينيكس. لكن، خسر أمام باول في كلا البطولتين، وبعدها بفترة وجيزة، مات بسبب كبره في السن، تاركاً وراءه دباً صغيراً، الذي لحقه في مكانه كحارس شخصي لسيده. في تيكن، ظهر كوما كدب الشمس؛ لكن في تيكن 2، كوما كان إما دباً رمادياً أو دباً قطبياً، اعتماداً على الشكل الذي يختاره.
كوما الثاني هو ابن كوما الأول. نما وتربى على فنون القتال بأسلوب ميشيما، بعد أن علم بخسارة والده، قرر كوما الصغير أن يتدرب مع سيده ويدخل بطولة ملك القبضة الحديدية 3. لكنه فشل، وأدرك أنه بسبب كونه منصاع التنشئة من قبل هيهاتشي، لم يستطع كوما الاستفادة من غرائزه الحيوانية بأقصى قوتها. بعد أن تركه لهيهاتشي، سافر كوما الصغير إلى جبال هوكايدو ليتدرب بنفسه، نفسياً وجسدياً. بعد سماعه بإقامة بطولة ملك القبضة الحديدية 4، دخل كوما المنافسة، أقوى من أي وقت مضى لهزيمة باول. نجح كوما، وعاد بسرعة لمنزله منتصراً. بعد معرفته باستيلاء جنباتشي ميشيما على ميشيما زايباتسو، أخذ كوما دوره ثانية كحيوان مخلص، واعداً بإرجاع السلطة إلى هيهاتشي بدخوله البطولة الخامسة، لكنه هُزم من قبل باول. لكن، الرئيس التنفيذي الجديد للزايباتسو، جين كازاما، كان بالانتظار. هُزم كوما بسهولة ورمي في برية هوكايدو. على الرغم من هزيمته، إلا أنه لم يفقد روحه القتالية وعثر على سيده السابق هيهاتشي.

## وصلات خارجية
- تيكن ويكي
- تيكنبيديا الإنجليزية نسخة محفوظة 3 نوفمبر 2013 على موقع واي باك مشين.